# 盍西村
盍西村（?—?）。盱眙（今屬江蘇省）人。
其生平不詳，鐘嗣成的《錄鬼簿》僅錄有盍志學之名，有人以為盍志學與盍西村是同一人。朱權《太和正音譜》評其詞“如清風爽簌”。現存小令十七首，套數一篇。